# Oraibi (Arizona)
Oraibi (en hopi, Orayvi), también conocido como Old Oraibi, es un pueblo hopi en el condado de Navajo, al noreste de Arizona, Estados Unidos. Se encuentra en Third Mesa en la Reserva hopi cerca del pueblo de Kykotsmovi Village.  No hay recuentos censales precisos ni estimaciones de la población del pueblo.

## Historia
Oraibi se fundó en algún momento antes del año 1100 d. C., lo que lo convierte posiblemente en el asentamiento habitado más antiguo de los Estados Unidos.  Los arqueólogos especulan que una serie de severas sequías a fines del siglo XIII obligaron a los hopi a abandonar varias aldeas más pequeñas de la región y consolidarse en unos pocos centros de población. Como Oraibi era uno de estos asentamientos sobrevivientes, su población creció considerablemente y se volvió más poblado y el más influyente de los asentamientos h. En 1890, se estimó que la aldea tenía una población de 905, aproximadamente la mitad de los 1824 que se estima vivían en todos los asentamientos hopi en ese momento.
Oraibi permaneció desconocido para los exploradores europeos hasta aproximadamente 1540 cuando el explorador español Pedro de Tovar (quien fue parte de la expedición de Coronado) se encontró con los Hopi mientras buscaba la legendaria Cíbola. El contacto con los europeos siguió siendo poco frecuente hasta 1629 cuando se estableció la misión de San Francisco en el pueblo.  En 1680, la rebelión de los indios de Nuevo México resultó en una disminución de la influencia española en el área y el cierre de la misión.  Los intentos posteriores de restablecer las misiones en las aldeas Hopi se encontraron con repetidos fracasos. La antigua misión todavía es visible hoy en día como una ruina.

### División
La interacción hopi con los forasteros aumentó lentamente durante 1850-1860 debido a los misioneros, comerciantes y topógrafos del gobierno de los EE. UU. El contacto siguió siendo esporádico e informal hasta 1870, cuando se nombró a un agente indio para los hopi, seguido por el establecimiento de la Agencia India Hopi en Keams Canyon en 1874.
La interacción con el gobierno de EE. UU. aumentó con el establecimiento de la Reserva hopi en 1882. Esto condujo a una serie de cambios en la forma de vida hopi. Los esfuerzos misioneros se intensificaron y los niños hopi fueron secuestrados de sus hogares y obligados a asistir a la escuela, exponiéndolos a nuevas influencias culturales.
En 1890, varios residentes más receptivos a las influencias culturales se mudaron más cerca del puesto comercial para establecer Kykotsmovi Village, a veces llamado New Oraibi. La continua tensión provocada por el cisma ideológico entre los "friendlies" ("Nuevos Hopi" para los hopi tradicionales), los que estaban abiertos a estas influencias culturales y los "hostiles" (o "tradicionalistas" liderados por Yukiuma) que se les oponían (aquellos que deseaban preservar las formas hopi) condujo a un evento llamado División de Oraibi Spliten 1906. Los líderes tribales en diferentes lados del cisma participaron en una competencia incruenta para determinar el resultado, lo que resultó en la expulsión de los hostiles (tradicionalistas), quienes partieron para fundar el pueblo de Hotevilla. Los esfuerzos posteriores de los residentes desplazados para reintegrarse dieron como resultado una división adicional, y el segundo grupo fundó Bacavi.
Con la pérdida de gran parte de su población, Oraibi perdió su lugar como centro de la cultura hopi. Aunque la Constitución de la tribu hopi, creada por los intereses de la minería del carbón en 1939, otorga a cada aldea un asiento en el consejo tribal, Hotevilla (donde se asentaron la mayoría de los hopi) se ha negado a elegir un representante y mantiene su independencia del consejo tribal. Kykotsmovi Village es ahora la sede del gobierno de la tribu hopi.

## Hoy

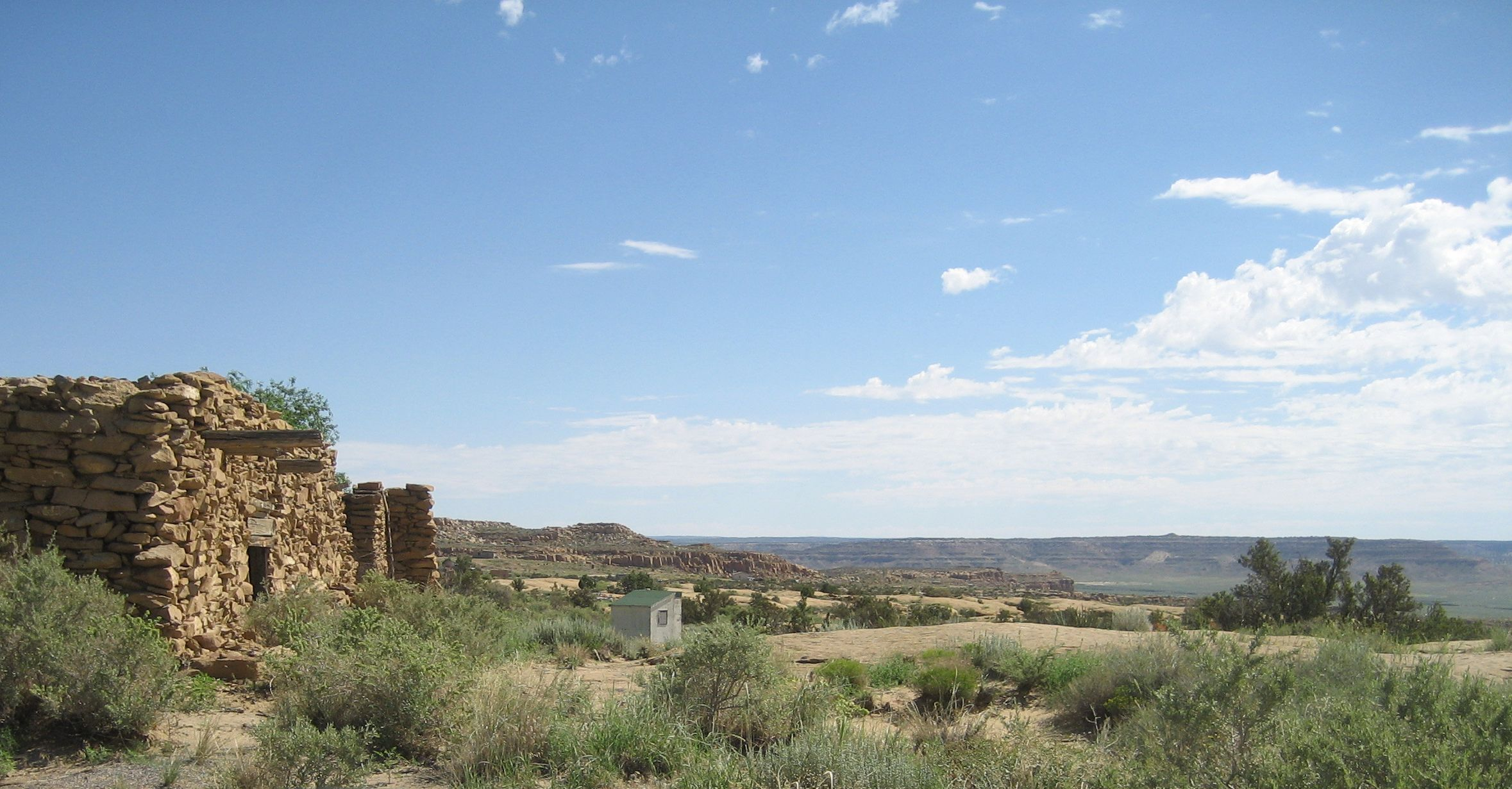
Casa abandonada en las afueras de Oraibi

A pesar del resultado favorable para los "friendlies" ("Nuevo Hopi") de la división de Oraibi, Old Oraibi ha mantenido una forma de vida hopi más tradicional y se ha resistido a la adopción de la cultura más moderna visible en Kykotsmovi desde entonces. Si bien los visitantes del pueblo son bienvenidos (un camino corto conecta con la ruta estatal de Arizona 264), los residentes tienden a ser muy reservados y no permiten que se tomen fotografías en el pueblo. Por lo tanto, hay pocas fotografías a nivel del suelo del asentamiento tal como existe en la actualidad (sin embargo, las imágenes satelitales públicas están fácilmente disponibles).
Old Oraibi fue introducida en el Registro Nacional de Lugares Históricos y fue declarado Hito Histórico Nacional en 1964.

## Alusiones culturales
Oraibi ocupa un lugar destacado en un extenso ensayo de Aby Warburg, Schlangenritual: Ein Reisebericht (en español, Ritual de la serpiente: un cuaderno de viaje), una transcripción de una conferencia dada en Kreuzlingen (Suiza) en 1923. Warburg visitó Oraibi en 1896 y con la ayuda de Henry Voth asistió a un baile ritual de primavera. Encontró en el simbolismo de los hopi, en particular el símbolo de la serpiente, una clave para comprender símbolos similares en otras culturas. Warburg tomó varias fotografías de Oraibi y de las ceremonias hopi.
La vida hopi en Oraibi también se describe en la autobiografía de Don C. Talayesva, Sun chief, the Autobiography of a Hopi Indian (en español, El jefe Sol, la autografía de un indio hopi). Talayesva nació en Oraibi en 1890, donde se crio como un hopi tradicional. Talayesva comenzó a trabajar en 1938 con un antropólogo de la Universidad de Yale, Leo Simmons, quien lo ayudó a escribir su autobiografía.
La educadora, escritora y alfarera hopi Polingaysi Qöyawayma (1892-1990) relató historias sobre su crecimiento en Oraibi en su autobiografía de 1964 No Turning Back (en español, No hay vuelta atrás).
La antropóloga social Sherry Ortner utiliza la frase "otra olla de Old Oraibi" para caracterizar un estilo de "espesor" exhaustivo en la escritura etnográfica que, en su opinión, intenta una comprensión "holística" de la cultura bajo escrutinio.

## Galería

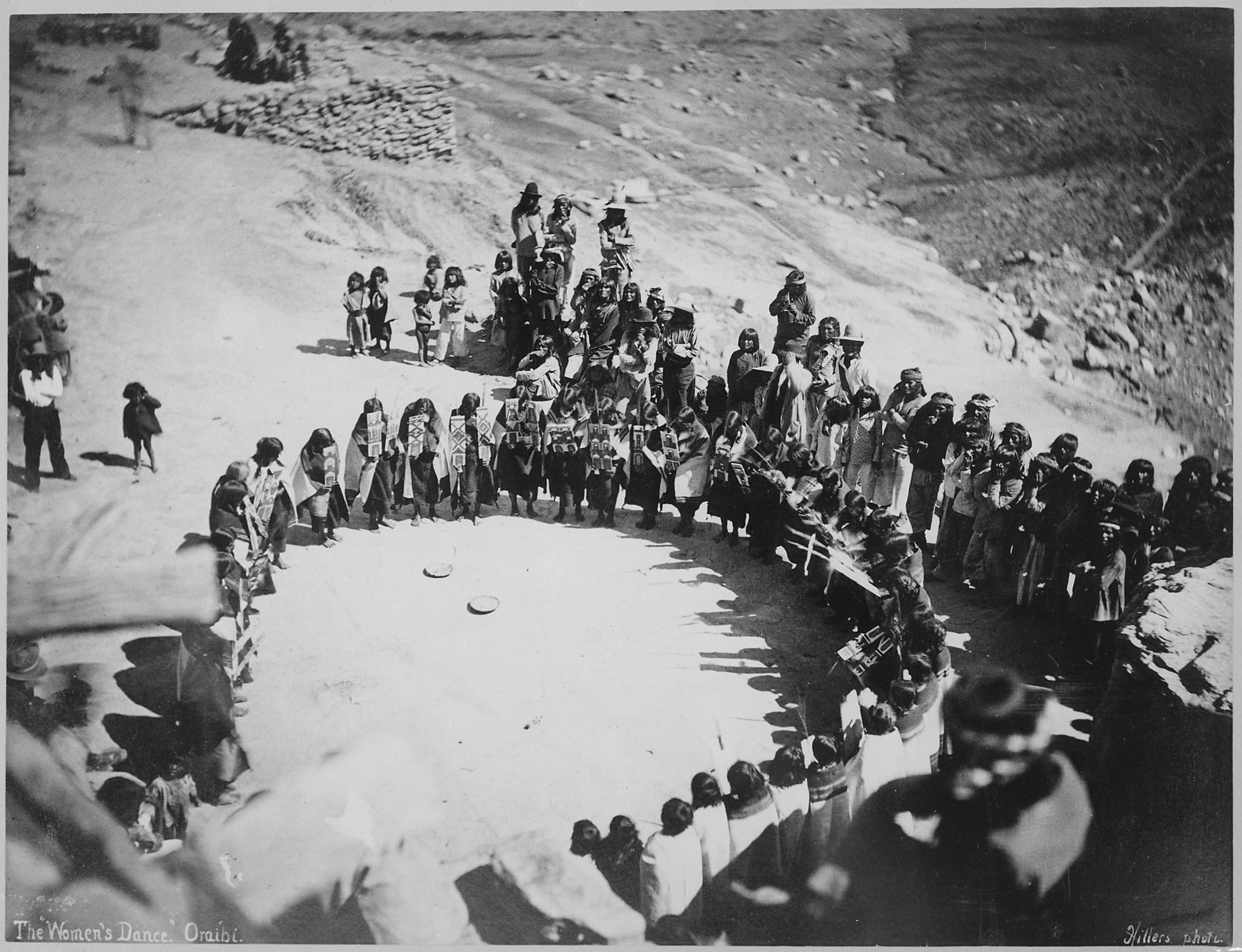
Danza de mujeres hopi en Oraibi (1879)
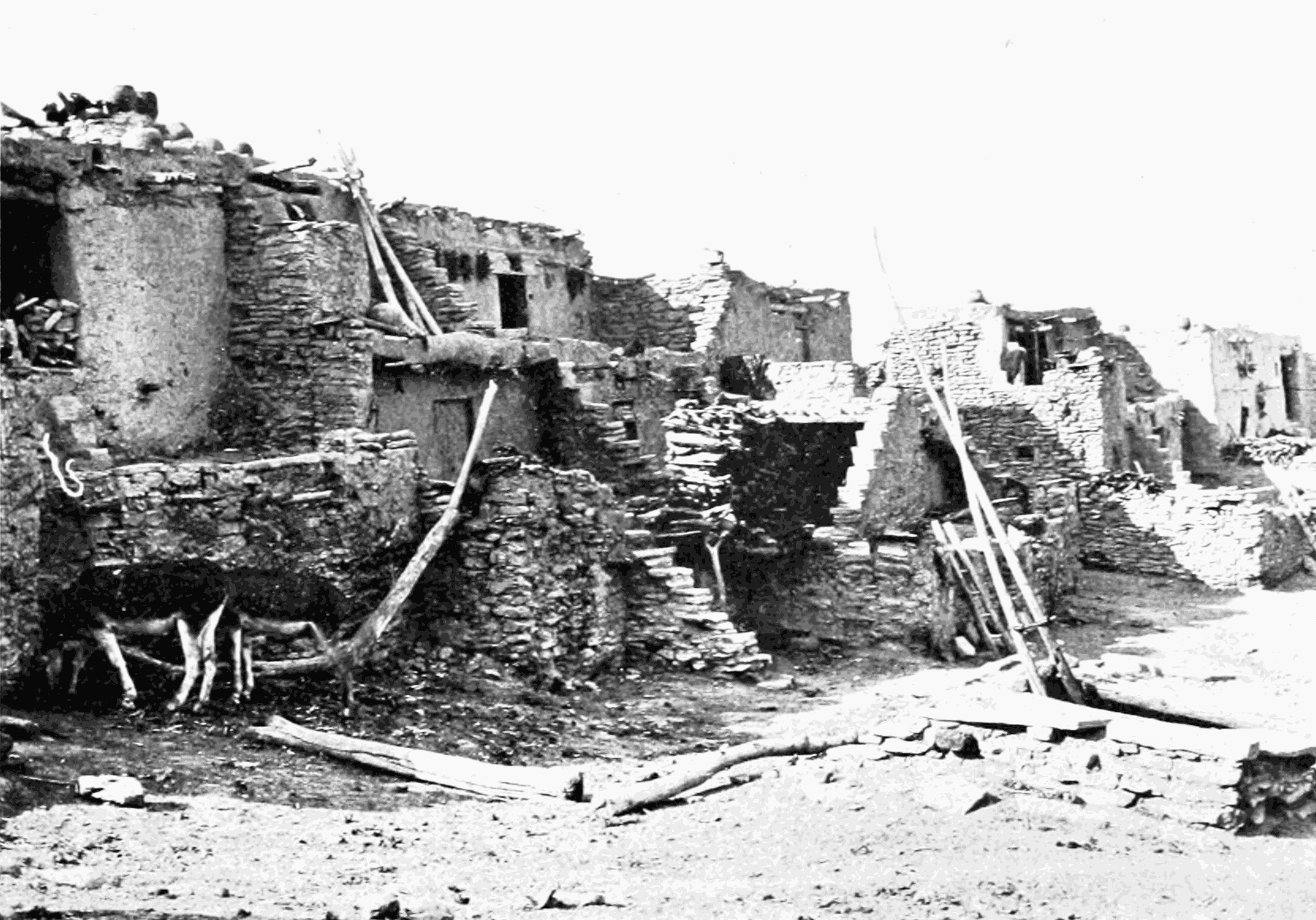
Calle en Oraibi (1899)
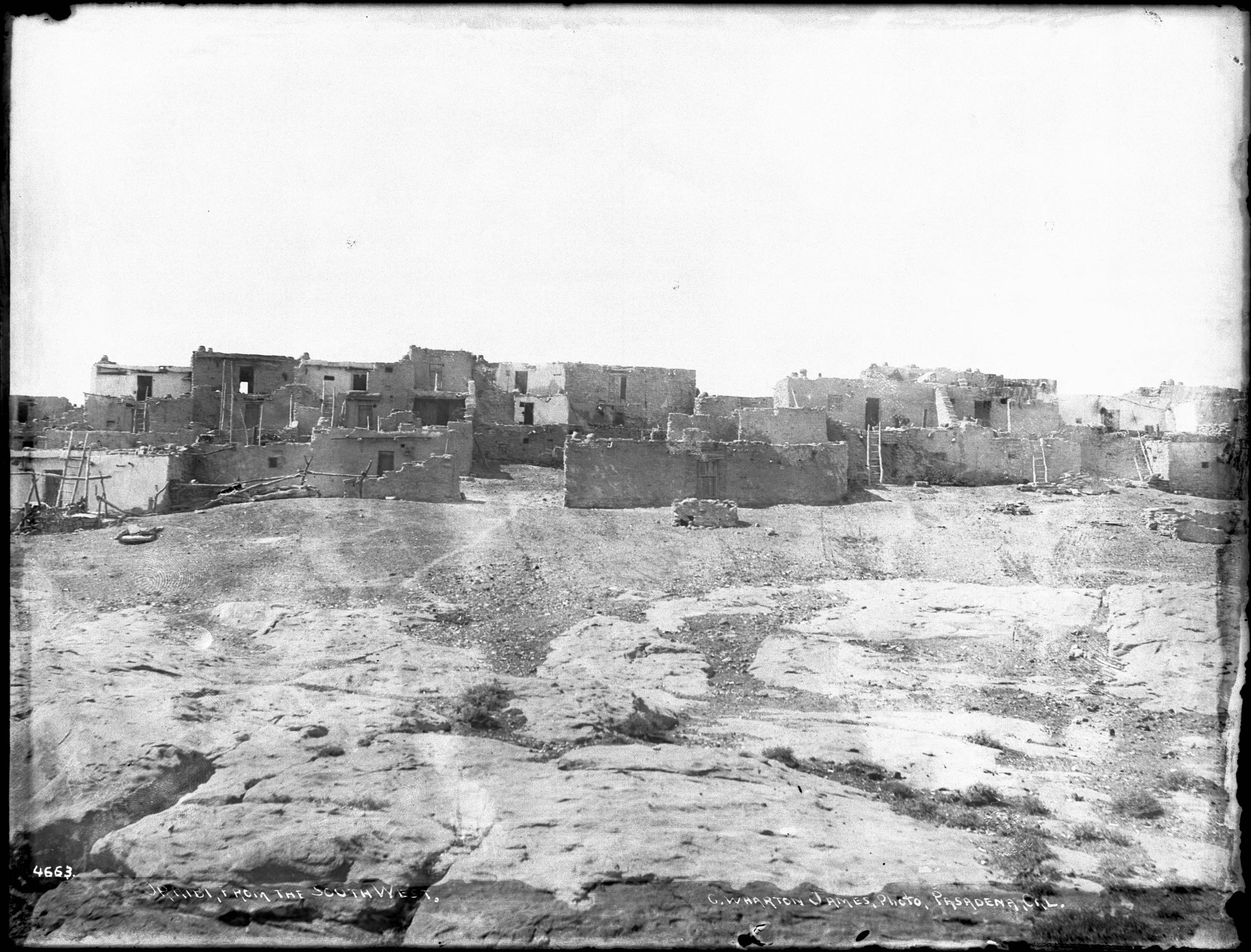
Vista global de Oraibi (1900)
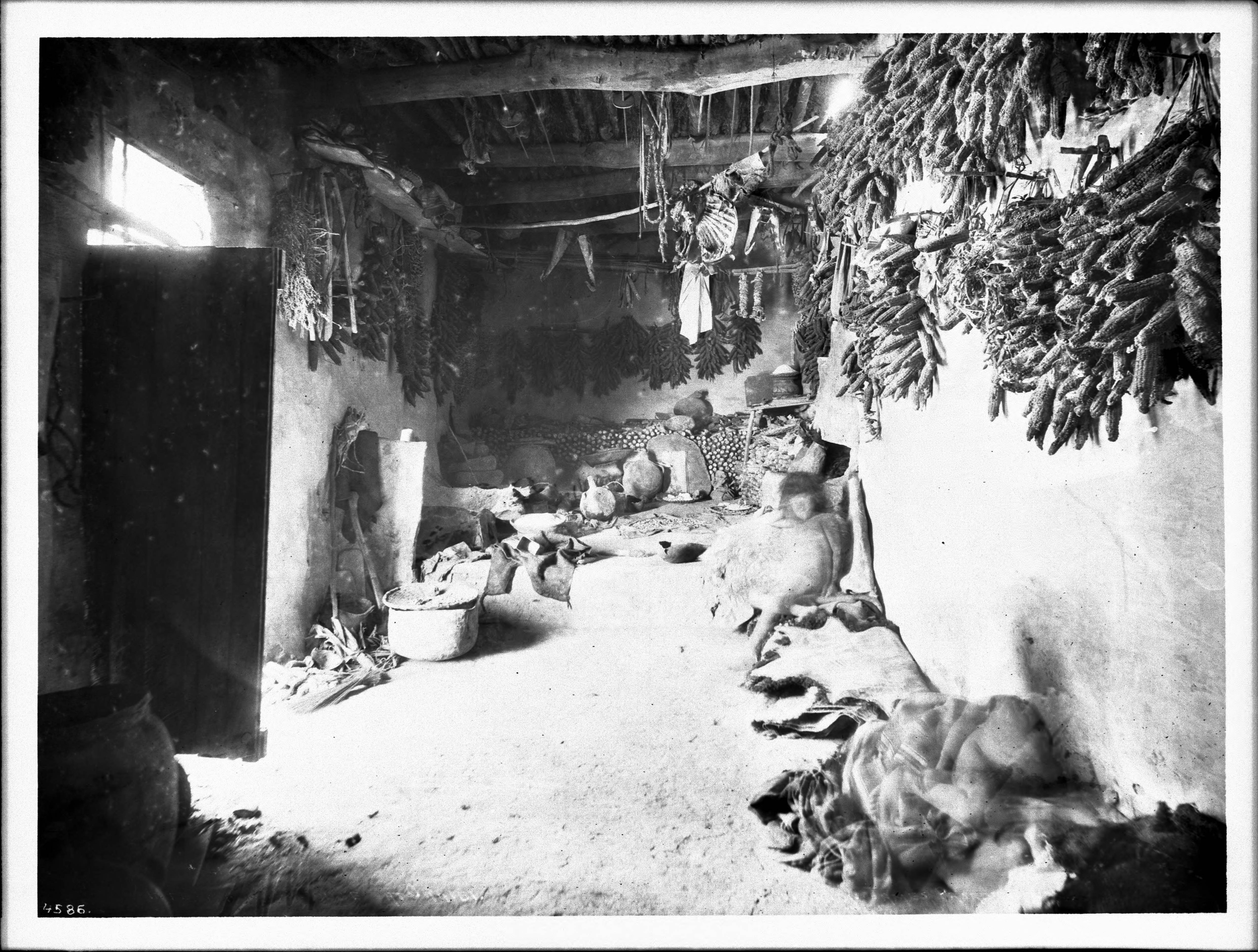
Interior de una casa hopi en 1900
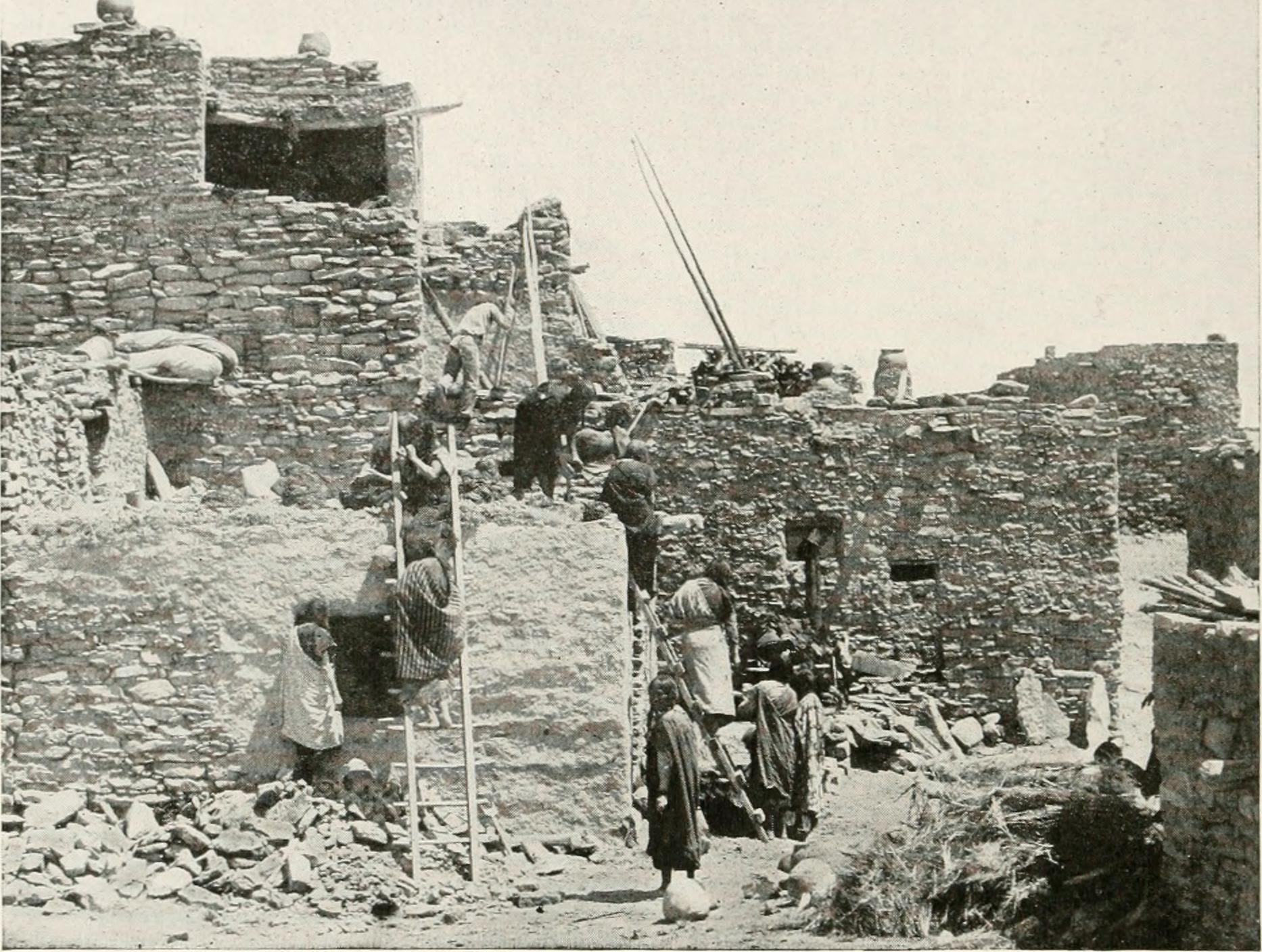
Mujeres hopi construyendo una casa en Oraibi (1917)